# 汪山泉
汪山泉（1968年7月—），土族，青海省民和县人，中华人民共和国政治人物。原格尔木市市长兼党委书记。

## 生平
1968年7月，汪山泉出生在青海省民和县（今民和回族土族自治县，1985年改名）。1983年，汪山泉进入青海省民和师范学校学习，1986年毕业后在民和县官亭中学执教。1989年，汪山泉进入青海教育学院政史系政史专业学习，1991年毕业后在古鄯中学执教。1994年6月加入中国共产党。1996年8月，汪山泉进入政界，在民和回族土族自治县政协办公室任职。1998年10月转入中共民和回族土族自治县委办公室任职。2001年2月，汪山泉出任县委政策研究室副主任。同年5月调入省委统战部办公室工作。2003年3月，汪山泉在青海省人民政府办公厅社会一处担任主任科员，2005年8月成为助理调研员。2005年10月，汪山泉成为青海省机构编制委员会办公室综合处副处长，2008年10月升任处长。2010年12月，汪山泉改任青海省安全生产监督管理局党组成员、副局长。2015年2月，汪山泉成为中共果洛藏族自治州委常委，次月起兼任副州长。2018年7月，汪山泉晋升中共格尔木市委副书记、市政府党组书记、市长、青海省柴达木循环经济试验区格尔木工业园（昆仑经济技术开发区）管委会主任。2021年6月，汪山泉出任中共海西蒙古族藏族自治州委委员、常委、一级巡视员，格尔木市委书记（副厅级），柴达木循环经济试验区格尔木工业园（昆仑经济技术开发区）党工委书记。2023年8月，汪山泉调任中共西宁市委副书记。

### 落马
2024年5月16日，汪山泉涉嫌“严重违纪违法”接受青海省纪委监委纪律审查和监察调查。